# Günter Sengfelder
Günter Sengfelder (Neurenberg, 25 juni 1937) is een Duits voormalig trialkampioen, motorcoureur en schrijver van technische boeken. Daarnaast was hij 25 jaar werkzaam op de constructieafdeling van Zündapp en wordt gezien als een van de belangrijkste kenners van dit merk.
Een team van Zündapp met naast Sengfelder Andreas Brandl, Volker Kramer, Peter Eser, Heinrich Rosenbuch en Alfred Lehner brak op een nat circuit in Monza in 1965 alle records met een op de KS 50 gebaseerde racemotor. De hoogst behaalde snelheid werd dat jaar met deze Zündapp gezet op ruim 162 km/u, op een 50cc-motor met 5,2 pk. Het blok was luchtgekoeld en voorzien van 5 versnellingen met een extra 2 versnellingsbak erachter.

## Palmares
- Trialkampioen van Duitsland van 1961 t/m 1966 en in 1968
- Derde bij het Europees kampioenschap trial 1965 (toen nog de Challenge Henri Goutars genaamd)

## Publicaties
- "Zündapp KS 750"[3]
- "Zündapp: 1922-1984"[3]
- "Zündapp im Bild, Die Münchener Jahre 1958-1984"[3]
- "Zündapp im Bild, Die Nürnberger Jahre 1922-1958"[3]
- "Flugzeugfahrwerke. Fahrwerke der Flugzeuge der ehemaligen deutschen Luftwaffe"[3]